# Индийско-науруанские отношения
Индийско-науруанские отношения — двусторонние дипломатические отношения между Индией и Науру.

## История
В 1981 году была создана совместная индийско-науруанская государственная компания Paradeep Phosphates Ltd. Однако в 1993 году Науру отказалась от своих акций из-за потерь, на сумму 63,8 млн долларов США. Президент Науру Бернард Довийго посетил Индию и провел переговоры в результате которых индийская сторона выкупила пакет акций принадлежащих Науру за сумму первоначального взноса вложенного в компанию Науру.
Президент Науру Кинза Клодумар посетил Индию в апреле 1998 года для участия в первом заседании Ассамблеи Глобального экологического фонда (ГЭФ). Этот визит был использован для двусторонних Индийско-науруанских переговоров.
Индия оказывает финансовую помощь министерству образования Науру, за её счет создаются гранты для студентов, фонды для привлечения большего количества учителей для школ острова, покупается компьютерные оборудование.
В ноябре 2003 года правительство Науру попросило Индию отправить на остров делегацию экспертов в области компьютерных технологий, добычи полезных ископаемых, по добыче и опреснению воды.
В октябре 2010 года президент Науру Маркус Стивен посетил Индию, где присутствовал на проходивших в Нью-Дели Играх Содружества. Команда Науру принимавшая участие в турнире выиграла золотую и серебряную медаль в соревнованиях по тяжелой атлетике.
В 2014 году австралийское правительство тайно вывезло 157 беженцев тамильского происхождения из Индии в лагерь для беженцев на Науру.